# Gesandter-Botschaftsrat
Gesandter-Botschaftsrat (englisch: Minister-Counsellor) ist eine Rangstufe im Auswärtigen Dienst.
Im deutschen Auswärtigen Amt führen diese Amtsbezeichnung Beamte bei einer Verwendung an einer Botschaft oder Ständigen Vertretung anstelle der im Inland verwendeten Amtsbezeichnung Vortragender Legationsrat Erster Klasse. Sie entspricht der eines Leitenden Regierungsdirektors (A 16) bzw. Ministerialrats (A 16 oder B 3) oder eines Ministerialdirigenten (B 6) bei den anderen Ministerien.
In Österreich ist die Verwendung dieser Bezeichnung für Beamte des höheren Dienstes in der Verordnung vom 4. Oktober 2011 geregelt.
Die nächste Beförderungsstufe ist Gesandter.